# Azara integrifolia
Azara integrifolia är en videväxtart som beskrevs av Hipólito Ruiz López och Pav.. Azara integrifolia ingår i släktet Azara och familjen videväxter. Inga underarter finns listade i Catalogue of Life.